# Russelia sarmentosa
Russelia sarmentosa es una especie de planta fanerógama de la familia Scrophulariaceae.

## Descripción
Tiene tallos que alcanzan un tamaño de hasta 2 m de alto, las ramas opuestas o ternadas. Las hojas opuestas o ternadas, de 14–70 mm de largo y 8–50 mm de ancho, el margen serrado a serrado-crenado, escasamente pubescentes con escamas peltadas en la haz y raramente en el envés. Inflorescencia con 3–30 flores, pedúnculos 4–13 (–18) mm de largo, pedicelos 1–5 mm de largo; cáliz 2–4 mm de largo; corola 6–15 mm de largo, pubescente internamente.

## Distribución y hábitat
Es una especie común, ampliamente variable, que se encuentra en áreas perturbadas en todo el país; a una altitud de 0–1500 m; fl y fr todo el año; desde México a Colombia, también en Cuba.

## Taxonomía
El género fue descrito por Nikolaus Joseph von Jacquin y publicado en Enumeratio Systematica Plantarum, quas in insulis Caribaeis 25. 1760.
Sinonimia
- Flamaria coccinea (L.) Raf.
- Russelia colombiana Pennell
- Russelia flavoviridis S.F.Blake
- Russelia oxyphylla Lundell
- Russelia tabascensis Lundell[3]